# Anil Menon

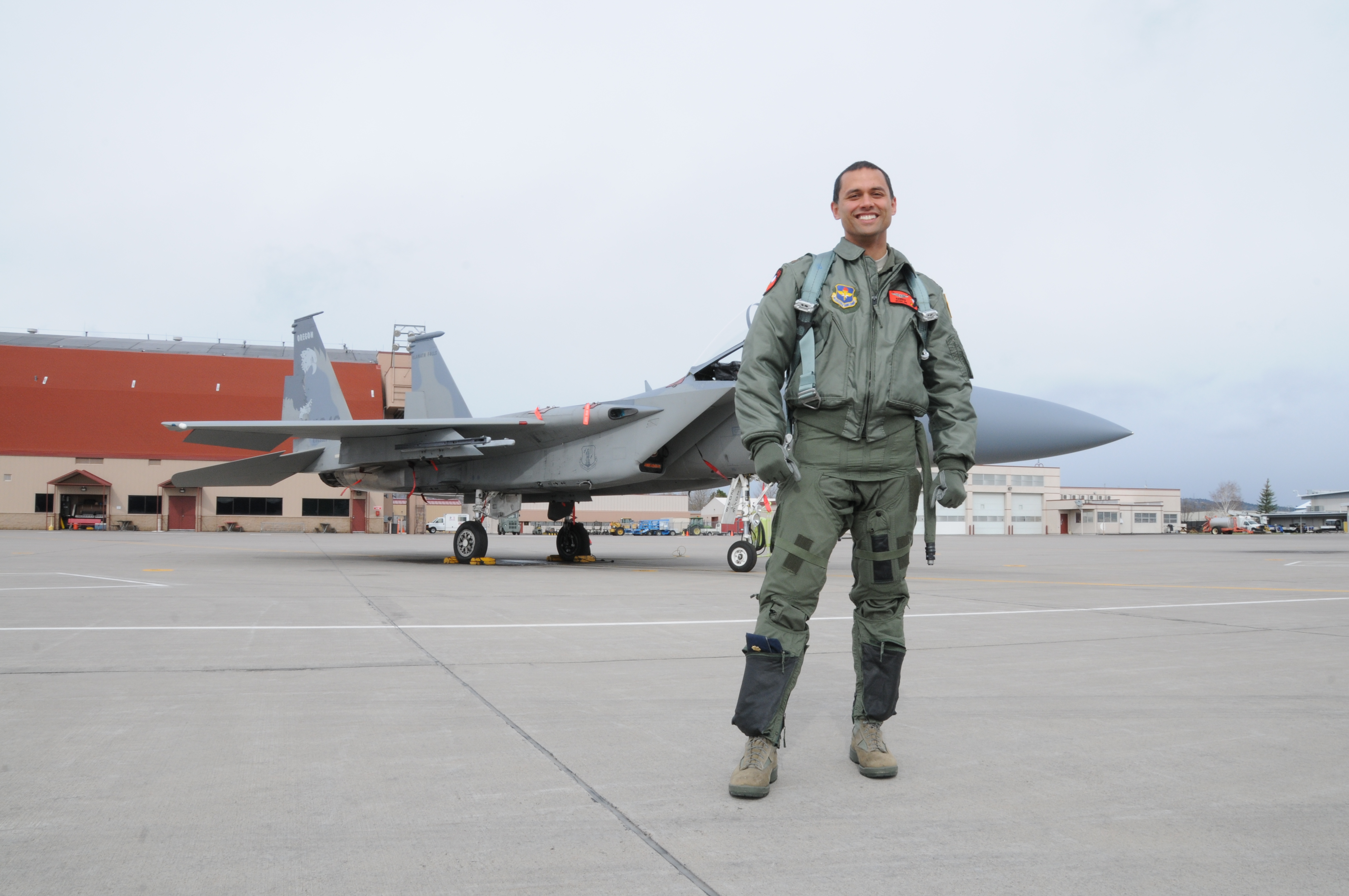
Menon v roce 2015 během své vojenské služby.

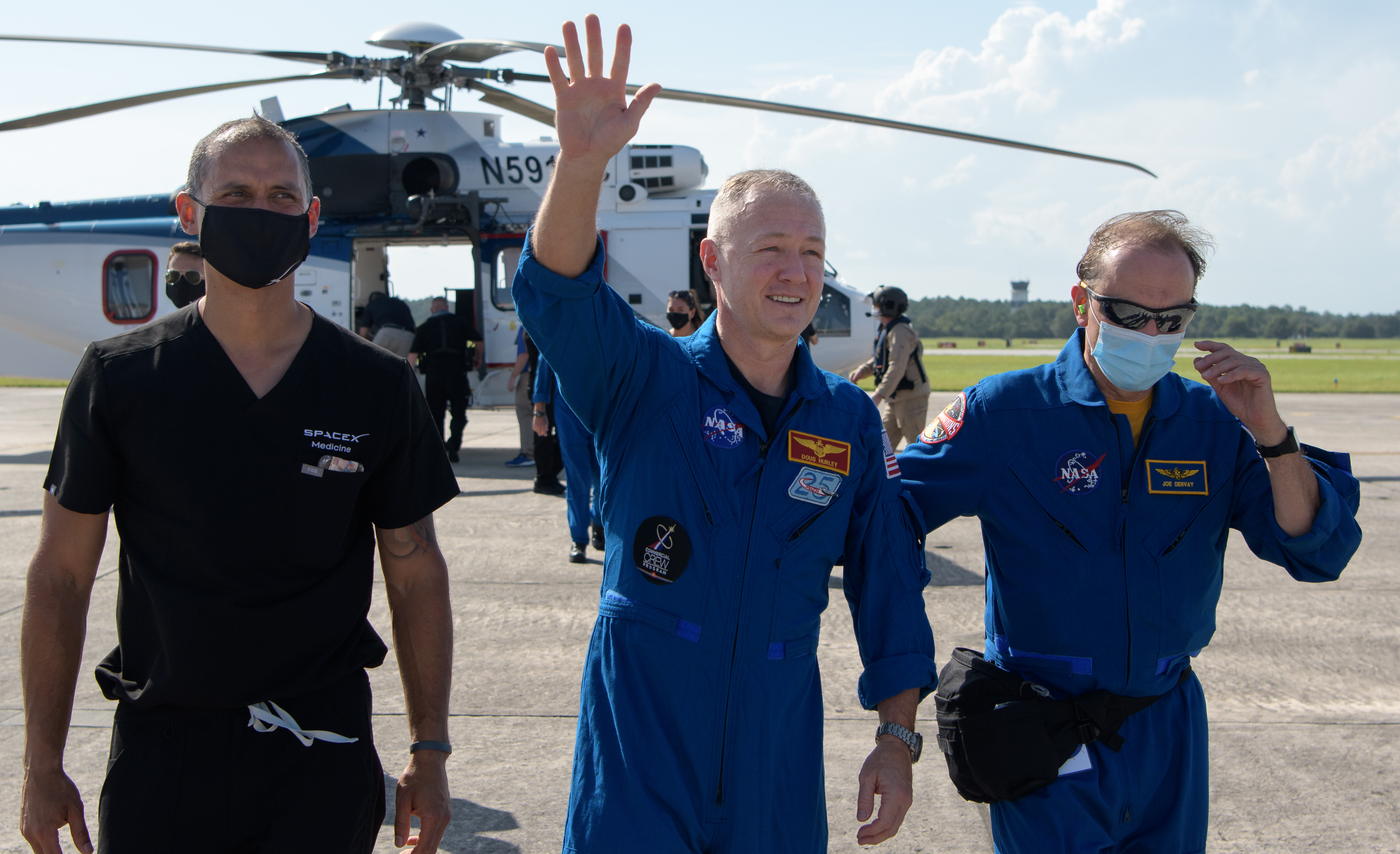
Menon (vlevo) v srpnu 2020 jako lékařský doprovod posádky mise Crew Dragon Demo-2 po přistání.

Anil Menon (* 15. října 1976) je plukovník Vesmírných sil USA, lékař pohotovostní medicíny a astronaut NASA. Než se stal kandidátem na astronauta, pracoval jako letový lékař v NASA a lékařský ředitel ve společnosti SpaceX. Po dokončení základního astronautického výcviku v březnu 2024 se začal připravovat na svůj první kosmický let – na Mezinárodní vesmírnou stanici (ISS) by měl odletět v polovině roku 2026.

## Mládí a vzdělání
Narodil se a vyrůstal v Minneapolis, Minnesota. Otec Šunkar Menon pochází z Indie, matka Lisa Samojlenko je Ukrajinka.
Maturoval v roce 1995 na střední škole St. Paul Academy and Summit School v Saint Paul, hlavním městě Minnesoty, a zamířil na Harvardovu univerzitu v Cambridge, Massachusetts, kde se zapojil do výzkumu Huntingtonovy choroby a v roce 1999 získal bakalářský titul v neurobiologii. O 5 let později přidal magisterský titul ze strojního inženýrství na Stanfordově univerzitě v Palo Alto v Kalifornii a v roce 2006 titul doktora medicíny na Stanford Medical School.
V dalších letech postupně absolvoval rezidenční pobyt v oboru urgentní medicíny na Stanfordově univerzitě a v oboru letecké medicíny v akademické nemocnici Texaské univerzity v Galvestonu, kde také publikoval svou diplomovou práci o lékařských soupravách pro komerční lety do vesmíru. Navíc tam získal titul magistra v oboru veřejného zdraví. Jeho výzkumné úsilí vedlo k publikování dvouu desítek vědeckých článků o urgentní medicíně a vesmírné medicíně.

## Kariéra v Letectvu USA
Během své rezidentury v oboru urgentní medicíny se připojil ke kalifornské Národní letecké gardě a získával zkušenosti s medicínou v divočině díky lékařské podpoře dobrodružných závodů, jako je Racing The Planet. Po ukončení rezidentury byl nasazen v Afghánistánu v rámci Operace Trvalá svoboda a pracoval pro Himálajskou záchrannou asociaci při péči o horolezce na Mount Everestu. Později byl později převelen k 173. stíhací peruti Letectva USA k vojenské službě, při níž absolvoval rezidenturu v Galvestonu. Během svého leteckého výcviku byl dvakrát nasazen v leteckém transportním týmu kritické péče amerického letectva, aby léčil a přepravoval zraněné. Později byl převelen k zálohám letectva, 45. operační skupině Vesmírných sil USA, aby zajišťoval lékařský dohled při startech a přistáních kosmických letů.
V květnu 2024 byl povýšen do hodnosti plukovníka.

## Kariéra v NASA a SpaceX
Už během studia na Stanford Medical School spolupracoval s Amesovým výzkumným střediskem NASA na kódování modelů měkkých tkání. V roce 2014 nastoupil do NASA na pozici letového lékaře (flight surgeon). Podporoval čtyři dlouhodobé posádky na Mezinárodní vesmírné stanici jako zástupce lékaře posádkyy pro mise Sojuz TMA-13M a TMA-17M a jako hlavní chirurg posádky pro misi Sojuz MS-06. Jako člen Ředitelství NASA pro lidské zdraví a výkonnost působil také jako vedoucí lékař pro systém udržování zdraví. Více než šest měsíců žil a pracoval v ruském Hvězdném městečku.
V roce 2018 nastoupil do společnosti SpaceX, kde spustil její lékařský program. Působil jako hlavní letový lékař při prvních pěti letech společnosti s posádkou, zapojil se do rozvoje výzkumného programu a do programů soukromých astronautů.
Kromě toho si udržuje svou klinickou praxi v místních traumatologických centrech, naposledy na pohotovostním oddělení Texaské univerzity. 

## Astronaut
Přihlásil do výběru 23. skupiny astronautů NASA zahájeného v únoru 2020 s předpokladem ukončení v červenci 2021. Kvůli důsledkům pandemie koronaviru se však konkurs protáhl až do prosince 2021, kdy byl Menon vyhlášen jako jeden z 10 vybraných kandidátů na astronauty. Ještě v témže měsíci proto odešel ze SpaceX a v lednu 2022 spolu s ostatními úspěšnými uchazeči zahájil základní výcvik v Johnsonově vesmírném středisku v Houstonu. A v březnu 2024 byla celá skupina slavnostně vyřazena z výcviku a zařadila se mezi ostatní astronauty, kteří čekají na přidělení do konkrétní posádky a na rozšiřující trénink na svou misi.

### Příprava na 1. kosmický let
NASA Menona během roku 2024 vybrala mezi astronauty, kteří poletí na ISS v kosmické lodi Sojuz. Roskosmos a NASA při dopravě členů dlouhodobých expedic na ISS od podzimu 2022 postupují podle dohody, že v každém letu Sojuzu je jeden astronaut NASA a v každém letu Crew Dragon jeden ruský kosmonaut, aby byla zajištěna trvalá přítomnost zástupců obou agentur na stanici i pro případ, že by jedna z lodí musela např. z bezpečnostních důvodů od stanice odletět předčasně. Počátkem listopadu 2024 pak na svém instagramovém účtu uvedl, že dorazil k tréninku do Hvězdného městečka u Moskvy a Roskosmos v únoru 2025 oficiálně potvrdil zařazení Menona do záložní posádky Sojuzu MS-28 a především do hlavní posádky Sojuzu MS-29, jehož start se předběžně očekává v polovině roku 2026. Velitelem posádky bude kosmonaut Pjotr Dubrov, palubní inženýrkou Anna Kikinová, oba při svém druhém letu.

## Soukromý život
Je ženatý a má dvě děti s Annou Menonovou, která je vedoucí inženýrkou vesmírných operací ve SpaceX a od roku 2024 také 620. člověkem ve vesmíru, protože absolvovala pětidenní kosmický let Polaris Dawn v rámci privátního vesmírného programu Polaris podnikatele Jareda Isaacmana
Menon má pilotní licenci, nalétal přes 1000 hodin. Jako certifikovaný letecký instruktor se věnuje výuce všeobecného letectví. Rád se zúčastňuje vytrvalostních závodů jako Ironman a Kokoro a se svou rodinou podniká výlety s batohem na zádech. Opakovaně se také zapojil do humanitárních aktivit po přírodních katastrofách, např. po zemětřeseních na Haiti v roce 2010 a v Nepálu v roce 2015.